# To Pimp a Butterfly
A To Pimp a Butterfly Kendrick Lamar amerikai rapper harmadik stúdióalbuma, amely 2015. március 15-én jelent meg. Az album producerei többek között Sounwave, Terrace Martin, Taz "Tisa" Arnold, Thundercat, Rahki, LoveDragon, Flying Lotus, Pharrell Williams, Boi-1da és Knxwledge voltak, míg executive produceri pozíciót Dr. Dre és Anthony Tiffith töltöttek be a munkálatokban. Az albumon közreműködött Thundercat, George Clinton, Bilal, Anna Wise, Snoop Dogg, James Fauntleroy, Ronald Isley és Rapsody.
Több zenei stílus található az albumon, főképpen hagyományos afroamerikai zene, mint a jazz, a funk, a soul és az avantgárd. Dalszövegét tekintve személyes és politikai témákat dolgoz fel, az afroamerikai kultúrát, faji egyenlőtlenséget, depressziót és intézményes rasszizmust. Témáját Lamar Dél-afrikai utazása inspirálta, amely során meglátogatott több történelmi helyszínt is, mint Nelson Mandela Robben-szigeti börtöncellája.
Kiadás utáni első hetében a To Pimp a Butterfly-ból 324 ezer példány kelt el az Egyesült Államokban és első helyen debütált a Billboard 200-on és a UK Albums Charton. Platina minősítést kapott az Amerikai Hanglemezgyártók Szövetségétől (RIAA). Öt kislemez jelent meg az albumról, az I, a The Blacker the Berry, a King Kunta, az Alright és a These Walls. 2015-ben és 2016-ban a Kunta's Groove Sessions turné keretei között koncertezett.
Az albumot zenekritikusok méltatták, főleg Lamar dalszövegeinek relevanciáját. Hét jelölést kapott az albumért a 2016-os Grammy-gálán, amelyek közé tartozott az Év albuma és a Legjobb rapalbum, utóbbit meg is nyerte. A díjátadón összesen 11 jelölést szerzett, a legtöbb egy rapper által. 2015 és a 2010-es évek legelismertebb albuma, több publikáció is első helyre helyezte év végi listáján. Kiadását követő években több kiadvány is a 2010-es évek egyik legjobb albumának nevezte a To Pimp a Butterfly-t, míg 19. helyen szerepel a Rolling Stone Minden idők 500 legjobb albuma listáján (2020). Ezek mellett a Rolling Stone 2022-ben minden idők 5. legjobb hiphopalbumának választotta.

## Háttér
2014. február 24-én Kendrick Lamar egy Billboard-dal készített interjúban elmondta, hogy tervezte kiadni harmadik albumát a good kid, m.A.A.d city (2012) után. A két album megjelenése között Lamar elutazott Dél-Afrikába, bejárta az országot és meglátogatott történelmi helyszíneket, mint Nelson Mandela Robben-szigeti börtöncellája. Utóbbi nagyban befolyásolta az album irányát és Lamart, aki ennek következtében elvetett két-három albumnyi anyagot.
Sounwave, az album egyik co-producere a következőt mondta Lamar utazásáról: "Emlékszem, elutazott [Dél-]Afrikába és az agyában valami beakadt. Szerintem igazából akkor kezdődött el az album." Lamar pedig így emlékezett vissza: "Úgy éreztem, hogy Afrikába tartozom. Láttam olyan dolgokat, amiket nem tanítottak meg nekem. Valószínűleg a legnehezebb dolog összerakni egy koncepciót, hogy milyen szép lehet egy hely és elmondani valakinek, aki még mindig a comptoni gettókban van. Egy élményt akartam hozzáadni a zenéhez."

## Felvételek

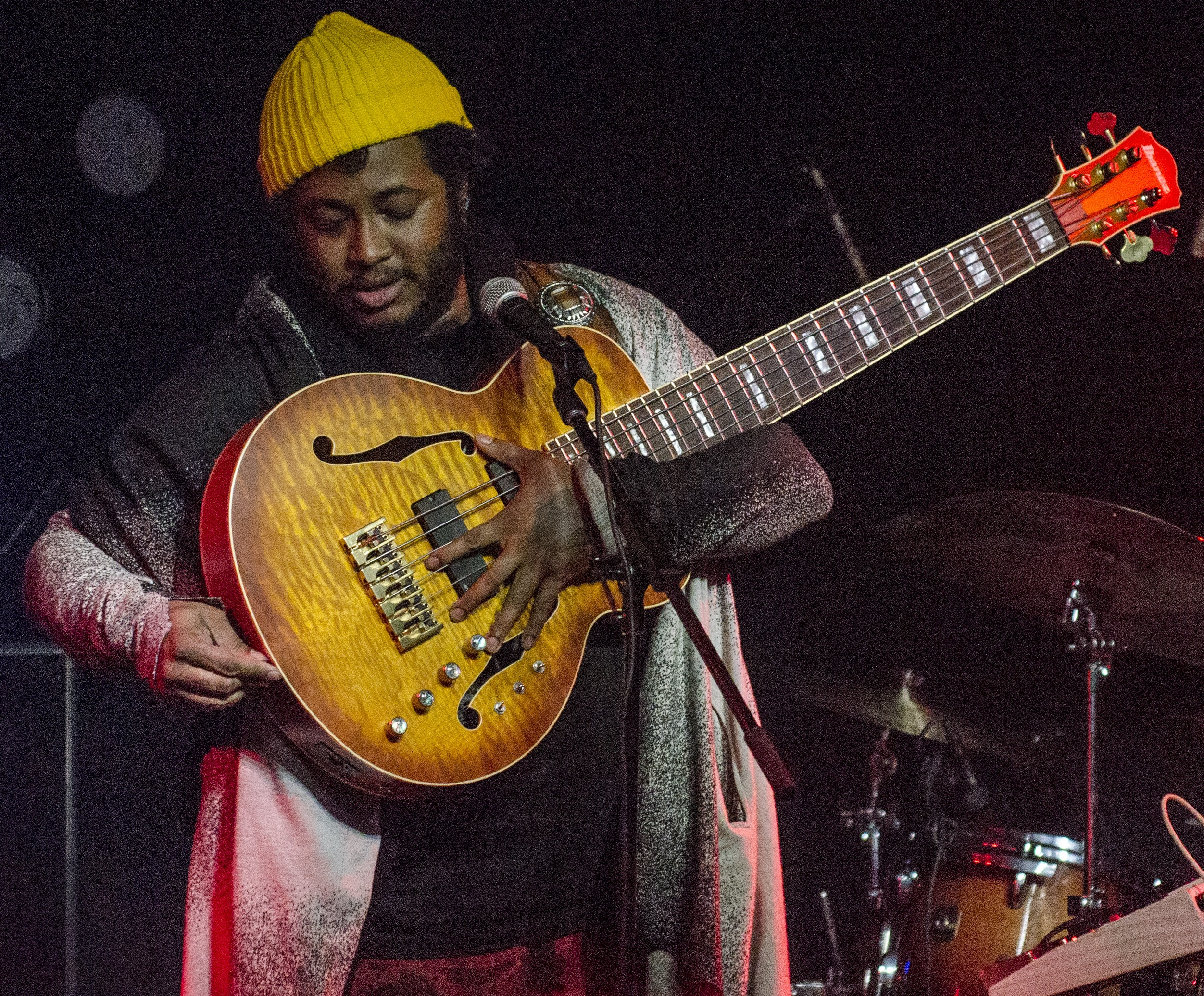
Thundercat

A To Pimp a Butterfly-t több különböző stúdióban vették fel az Egyesült Államokban, mint a Chalice Recording Studios, a Downtown Studios, a House Studios, a Notifi Studios és a No Excuses Studios. A Mortal Man szövegét Lamar Kanye Westtel való turnézása alatt írta. A Yeezus Tour idején Flying Lotus több alapot is megmutatott Lamarnak, amelyeket Captain Murphy (Flying Lotus alteregója) albumára szánt. Lamar megtartotta az összeset, de végül csak a Wesley's Theory került fel az albumra, amelyen szerepel Thundercat és George Clinton is. Lotus elkészítette egy verziót a For Sale? (Interlude)-ból, amelyet végül elvetettek és Lamar Taz Arnold verzióját használta fel. Lotus elmondása szerint nem valószínű, hogy az ő verziója valaha napvilágot fog látni. Rapsody, amerikai rapper is közreműködött az albumon, a Complexion (A Zulu Love) dalon. Lamar nem adott sok útmutatást Rapsody-nak, csak a dal címét és témáját. Lamar együtt akart dolgozni Madlibbel is, de nem tudta elérni.

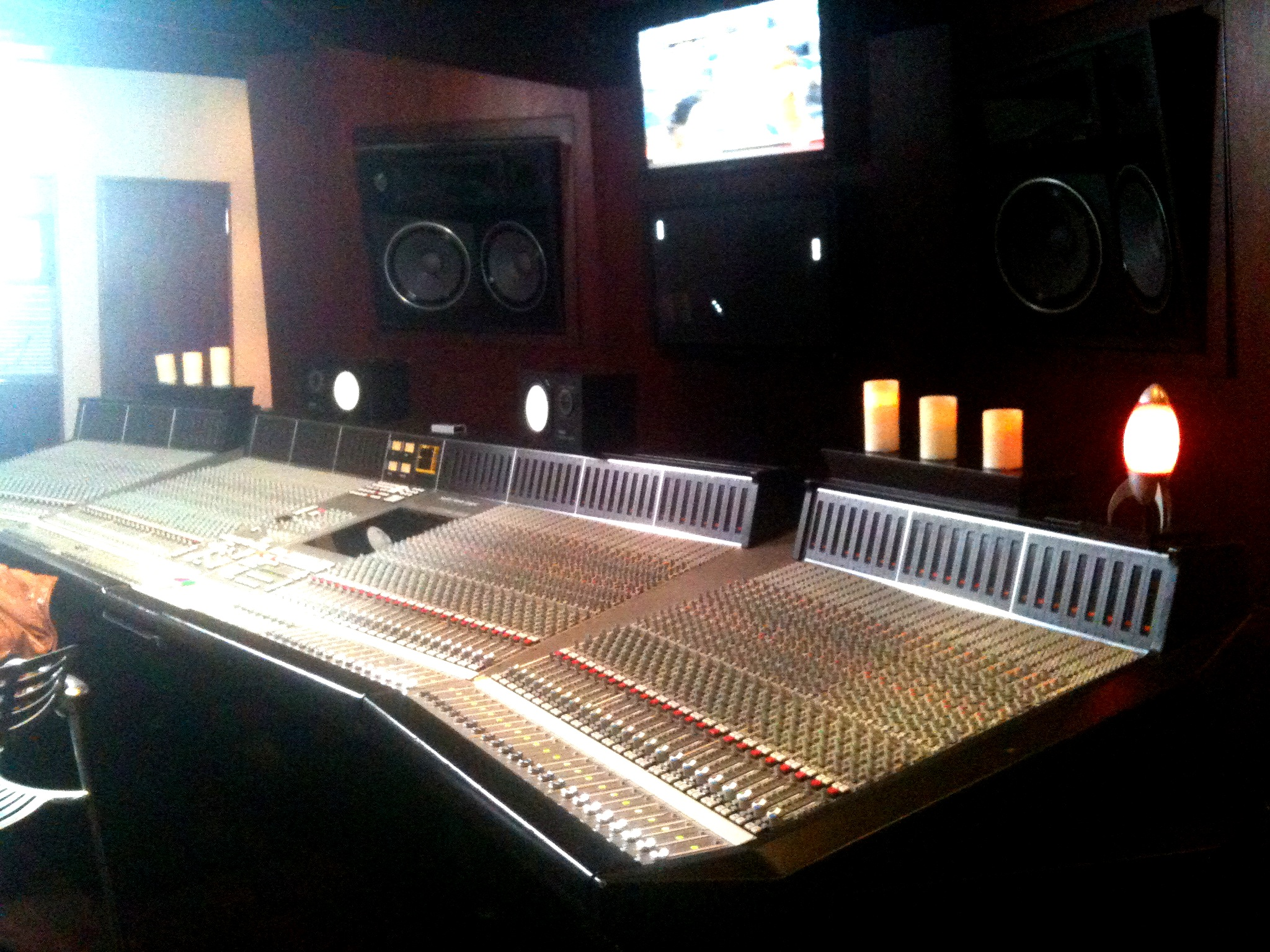
A Chalice Studios, Hollywoodban

2014-ben Pharrell Williams, aki dolgozott korábban Lamarral, Sunwave-vel előadták az Alright-ot a Holy Ship Fesztiválon. A dalon Williams ugyanazt a hangmintát használta, mint Rick Ross, Presidential dalán a God Forgives, I Don't (2012) albumról. Egy időben szerepelt a felvételen Fabolous is, de a végső verzión nem kapott helyet. Az album első kislemeze, az I producere Rahki volt (az albumon még az Institutionalized-on dolgozott) és annak albumon szereplő verziója nagyban különbözik a kislemezen megjelenttől. A dalban felhasználták a The Isley Brothers, That Lady dalát. Lamar személyesen látogatta meg a frontembert, Ronald Isley-t, hogy engedélyt kérjen a dal használatához.

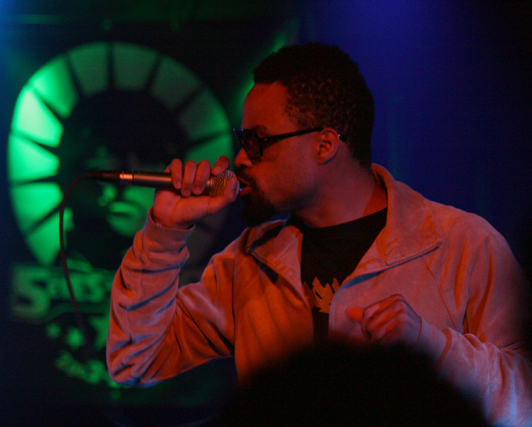
Bilal, 2008-ban

Lamar Saint Louisba utazott és elkezdett Isley-val dolgozni. Isley közreműködött az albumon a How Much a Dollar Cost dalon James Fauntleroy-jal. Pete Rock producer háttérénekes volt a Complexion (A Zulu Love)-on. Bilal énekel az Institutionalized és a These Walls dalokon és háttérénekes volt a U-n, a For Sale? (Interlude)-on, a Momma-n és a Hood Politics-on. Lamar dolgozott Prince-szel is az albumon, de nem volt a párnak elég ideje, hogy befejezzen valamit az albumra. Az album készítése alatt Lamar Miles Davis-t és Parliament-Funkadelic-et hallgatott.
2016-ban Lamar kiadta az untitled unmastered. című albumát, amelyen korábban meg nem jelent demófelvételek szerepeltek a To Pimp a Butterfly munkálatainak idejéről. Thundercat szerint a "mondat befejezése volt" Lamar harmadik albumához.

## Cím és albumborító
Az album címe eredetileg Tu Pimp a Caterpillar lett volna, amelynek rövidítése, a Tu.P.A.C., Tupac Shakur rapperre utalt. Lamar a caterpillar (angolul: hernyó) szót butterfly-ra (angolul: pillangó) cserélte: "Igazából csak meg akartam mutatni, hogy milyen szép a világ. És a pimp [angolul: strici] szóban annyi agresszivitás van és több dolgot is képvisel. Nekem azt jelképezi, hogy celeb státuszomat jóra használom. [...] Számomra még mélyebb jelentése is van. Egész nap tudnék róla beszélni." Később a Rolling Stone-nak a következőt mondta: "Már csak a 'strici' szót a 'pillangó' mellé tenni... Ez valami, ami örökre egy mondás lesz. Egyetemi kurzusokon fogják tanítani – ebben őszintén hiszek."
Az album CD-kiadásához készítettek braille-írással egy kiskönyvet. Lamar elmondása szerint, ha ezt lefordítjuk, megtudjuk "az album tényleges teljes címét." A Complex lefordíttatta azt és az A Kendrick by Letter Blank Lamar-t kapták. Ez valószínűleg A Blank Letter by Kendrick Lamar-nak volt szánva.

## Díjak és jelölések
| Év   | Díjátadó                    | Kategória                             | Jelölt/Munka        | Eredmény | For.   |
| ---- | --------------------------- | ------------------------------------- | ------------------- | -------- | ------ |
| 2014 | HipHopDX Awards             | Video of the Year                     | i                   | Elnyerte | [ 26 ] |
| 2015 | HipHopDX Awards             | Video of the Year                     | Alright             | Elnyerte | [ 26 ] |
| 2015 | HipHopDX Awards             | Album of the Year                     | To Pimp a Butterfly | Elnyerte | [ 26 ] |
| 2015 | BET Hip Hop Awards          | Album of the Year                     | To Pimp a Butterfly | Jelölve  | [ 27 ] |
| 2015 | BET Hip Hop Awards          | Best Hip Hop Video                    | Alright             | Elnyerte | [ 27 ] |
| 2015 | BET Hip Hop Awards          | Impact Track                          | Alright             | Elnyerte | [ 27 ] |
| 2015 | BET Hip Hop Awards          | People's Champ Award                  | i                   | Jelölve  | [ 27 ] |
| 2015 | Camerimage                  | Best Music Video                      | Alright             | Elnyerte | [ 28 ] |
| 2015 | Camerimage                  | Best Cinematography in a Music Video  | Alright             | Elnyerte | [ 28 ] |
| 2015 | GAFFA Awards (Dánia)        | International Album of the Year       | To Pimp a Butterfly | Jelölve  | [ 29 ] |
| 2015 | Danis Music Awards          | International Album of the Year       | To Pimp a Butterfly | Elnyerte | [ 30 ] |
| 2015 | MOBO Awards                 | Best International Album              | To Pimp a Butterfly | Jelölve  | [ 31 ] |
| 2015 | Much Music Video Awards     | Best International Video              | i                   | Jelölve  |        |
| 2015 | NAACP Image Awards          | Outstanding Music Video               | i                   | Jelölve  | [ 32 ] |
| 2015 | NAACP Image Awards          | Outstanding Song                      | i                   | Jelölve  | [ 32 ] |
| 2015 | MTV Video Music Awards      | Video of the Year                     | Alright             | Jelölve  | [ 33 ] |
| 2015 | MTV Video Music Awards      | Best Male Video                       | Alright             | Jelölve  | [ 33 ] |
| 2015 | MTV Video Music Awards      | Best Hip-Hop Video                    | Alright             | Jelölve  | [ 33 ] |
| 2015 | MTV Video Music Awards      | Best Direction                        | Alright             | Elnyerte | [ 33 ] |
| 2015 | MTV Europe Music Awards     | Best Video                            | Alright             | Jelölve  | [ 34 ] |
| 2015 | Soul Train Music Awards     | Best Hip Hop Song of the Year         | Alright             | Elnyerte | [ 35 ] |
| 2015 | Soul Train Music Awards     | Video of the Year                     | Alright             | Jelölve  | [ 35 ] |
| 2015 | UK Music Video Awards       | Video Of The Year                     | Alright             | Elnyerte | [ 36 ] |
| 2015 | UK Music Video Awards       | Best Urban Video-International        | Alright             | Elnyerte | [ 36 ] |
| 2015 | UK Music Video Awards       | Best Cinematography                   | Alright             | Elnyerte | [ 36 ] |
| 2015 | Grammy-díj                  | Legjobb rapdal                        | i                   | Elnyerte | [ 37 ] |
| 2015 | Grammy-díj                  | Legjobb rap teljesítmény              | i                   | Elnyerte | [ 37 ] |
| 2016 | Grammy-díj                  | Legjobb rap teljesítmény              | Alright             | Elnyerte | [ 38 ] |
| 2016 | Grammy-díj                  | Az év dala                            | Alright             | Jelölve  | [ 38 ] |
| 2016 | Grammy-díj                  | Legjobb videóklip                     | Alright             | Jelölve  | [ 38 ] |
| 2016 | Grammy-díj                  | Legjobb rapdal                        | Alright             | Elnyerte | [ 38 ] |
| 2016 | Grammy-díj                  | Legjobb rap/ének együttműködés        | These Walls         | Elnyerte | [ 38 ] |
| 2016 | Grammy-díj                  | Legjobb rapalbum                      | To Pimp a Butterfly | Elnyerte | [ 38 ] |
| 2016 | Grammy-díj                  | Az év albuma                          | To Pimp a Butterfly | Jelölve  | [ 38 ] |
| 2016 | BET Awards                  | Video of the Year                     | Alright             | Jelölve  | [ 39 ] |
| 2016 | BET Awards                  | Coca-Cola Viewer's Choice Award       | i                   | Jelölve  | [ 39 ] |
| 2016 | Billboard Music Awards      | Top Rap Album                         | To Pimp a Butterfly | Jelölve  | [ 40 ] |
| 2016 | Fonogram – Magyar Zenei díj | Az év külföldi rap- vagy hiphopalbuma | To Pimp a Butterfly | Jelölve  | [ 41 ] |
| 2016 | Berlin Music Awards         | Best Director                         | Alright             | Elnyerte |        |
| 2016 | NME Awards                  | Best Album                            | To Pimp a Butterfly | Jelölve  | [ 42 ] |

## Számlista
| To Pimp a Butterfly | To Pimp a Butterfly                                                        | To Pimp a Butterfly | To Pimp a Butterfly | To Pimp a Butterfly | To Pimp a Butterfly | To Pimp a Butterfly | To Pimp a Butterfly | To Pimp a Butterfly | To Pimp a Butterfly |
|                     | Cím                                                                        | Szerző(k) | Hossz               |                     |                     |                     |                     |                     |                     |
| ------------------- | -------------------------------------------------------------------------- | --- | ------------------- | ------------------- | ------------------- | ------------------- | ------------------- | ------------------- | ------------------- |
| 1.                  | Wesley's Theory (George Clinton és Thundercat közreműködésével)            | Kendrick Duckworth George Clinton Steven Ellison Ronald Colson Stephen Bruner Boris Gardiner                            | 4:47                |                     |                     |                     |                     |                     |                     |
| 2.                  | For Free? (Interlude)                                                      | Duckworth Terrace Martin Rose McKinney                                                                                  | 2:10                |                     |                     |                     |                     |                     |                     |
| 3.                  | King Kunta                                                                 | Duckworth Mark Spears Johnny Burns Michael Jackson Ahmad Lewis Stefan Gordy                                             | 3:54                |                     |                     |                     |                     |                     |                     |
| 4.                  | Institutionalized (Bilal, Anna Wise és Snoop Dogg közreműködésével)        | Duckworth Columbus Smith Fredrik Halldin Sam Barsh                                                                      | 4:31                |                     |                     |                     |                     |                     |                     |
| 5.                  | These Walls (Bilal, Anna Wise és Thundercat közreműködésével)              | Duckworth Martin Larrance Dopson James Fauntleroy McKinney                                                              | 5:00                |                     |                     |                     |                     |                     |                     |
| 6.                  | u                                                                          | Duckworth Taz Arnold Michael Brown                                                                                      | 4:28                |                     |                     |                     |                     |                     |                     |
| 7.                  | Alright                                                                    | Duckworth Pharrell Williams Spears                                                                                      | 3:39                |                     |                     |                     |                     |                     |                     |
| 8.                  | For Sale? (Interlude)                                                      | Duckworth Arnold | 4:51                |                     |                     |                     |                     |                     |                     |
| 9.                  | Momma                                                                      | Duckworth Glen Boothe Arnold Sylvester Stewart Lalah Hathaway Rahsaan Patterson Rex Rideout                             | 4:43                |                     |                     |                     |                     |                     |                     |
| 10.                 | Hood Politics                                                              | Duckworth Donte Perkins Spears Bruner Sufjan Stevens                                                                    | 4:52                |                     |                     |                     |                     |                     |                     |
| 11.                 | How Much a Dollar Cost (James Fauntleroy és Ronald Isley közreműködésével) | Duckworth Martin Josef Leimberg McKinney Fauntleroy Ronald Isley                                                        | 4:21                |                     |                     |                     |                     |                     |                     |
| 12.                 | Complexion (A Zulu Love) (Rapsody közreműködésével)                        | Duckworth Bruner Spears Marlanna Evans                                                                                  | 4:23                |                     |                     |                     |                     |                     |                     |
| 13.                 | The Blacker the Berry                                                      | Duckworth Matthew Samuels Stephen Kozmeniuk Ken Lewis Brent Kolatalo Jefferey Campbell Alexander Izquierdo Zale Epstein | 5:28                |                     |                     |                     |                     |                     |                     |
| 14.                 | You Ain't Gotta Lie (Momma Said)                                           | Duckworth Martin McKinney Leimberg Spears                                                                               | 4:01                |                     |                     |                     |                     |                     |                     |
| 15.                 | i                                                                          | Duckworth Smith Ro. Isley O'Kelly Isley, Jr. Ernie Isley Marvin Isley Rudolph Isley Christopher Jasper                  | 5:36                |                     |                     |                     |                     |                     |                     |
| 16.                 | Mortal Man                                                                 | Duckworth Spears Bruner Fela Anikulapo Kuti                                                                             | 12:07               |                     |                     |                     |                     |                     |                     |
| 78:51               |                                                                            | |                     |                     |                     |                     |                     |                     |                     |

Feldolgozott dalok
- "Wesley's Theory": Every Nigger is a Star, eredetileg: Boris Gardiner.
- "King Kunta": Get Nekkid, szerezte: Johnny Burns; "Smooth Criminal", eredetileg: Michael Jackson; The Payback, szerezte: James Brown, Fred Wesley és John Starks; We Want the Funk, eredetileg: Ahmad Lewis.
- "Momma": Wishful Thinking, szerezte: Sylvester Stewart előadta: Sly and the Family Stone; On Your Own, szerezte: Lalah Hathaway, Rahsaan Patterson és Rex Rideout
- "Hood Politics": All for Myself, eredetileg: Sufjan Stevens.
- "I": That Lady, szerezte: Ronald Isley, Christopher Jasper, O'Kelly Isley, Jr., Ernie Isley, Marvin Isley és Rudolph Isley.
- "Mortal Man": I No Get Eye for Back, szerezte: Fela Anikulapo Kuti és előadta: Houston Person; Mats Nileskar 1994-es interjújának részletei Tupac Shakurral (P3 Soul Broadcasting Corporation)

## Közreműködő előadók
Az album hivatalos előadói listája és az AllMusic adatai alapján.
| - Kendrick Lamar – vokál - George Clinton – vokál (1) - Thundercat – vokál (1, 5); háttérénekes (7, 12, 14); basszusgitár (3, 5, 13, 15, 16); producer (10, 12); további produceri munka (1) - Anna Wise – vokál (4, 5); háttérénekes (1, 2, 10) - Bilal – vokál (4, 5); háttérénekes (6, 8–10) - Snoop Dogg – vokál (4) - James Fauntleroy – vokál (11); háttérénekes (16) - Ronald Isley – vokál (11); további vokál (15) - Rapsody – vokál (12) - Flying Lotus – producer (1) - Ronald "Flippa" Colson – producer (1) - Sounwave – producer (3, 7, 10, 12, 16); további produceri munka (1, 5, 6, 8, 10); billentyűk (14); vonós hangszerelés - Terrace Martin – altszaxofon (1, 2, 6–9, 11, 13, 14, 16); kürt (1); billentyűk (5, 6, 8–12); producer (2, 5); további produceri munka (3, 8, 12, 13); vocoder (9, 14); vonós hangszerelés - Rahki – producer (4, 15); ütőhangszerek (15) - Fredrik "Tommy Black" Halldin – producer (4) - Larrance Dopson – ütőhangszerek (5, 11–14); billentyűk, producer (5) - Taz Arnold aka Tisa – háttérénekes (4, 8, 9, 15); producer (6, 8) - Whoarei – producer (6) - Pharrell Williams – producer, vokál (7) - Knxwledge – producer (9) - Tae Beast – producer (10) - Lovedragon – producer (11, 14) - Boi-1da – producer (13) - KOZ – producer (13) - Dr. Dre – executive producer; háttérénekes (1) - James Hunt – hangmérnök (1–7, 13–16); keverési asszisztens - Derek "MixedByAli" Ali – hangmérnök (1–6, 8–16), keverés - Katalyst – dob programozás, hangmérnök (13) - Mike Bozzi – master, hangmérnök - Ash Riser – háttérénekes (1) - Josef Leimberg – trombita (1, 5, 8, 11, 12, 14, 16), vokál (1) - Whitney Alford – háttérénekes (1, 3) - Robert Sput Searight – dobok (2); billentyűk (10) | - Robert Glasper – zongora (2); billentyűk (5, 12, 13, 16) - Brandon Owens – basszusgitár (2, 16) - Craig Brockman – orgona (2) - Marlon Williams – gitár (2, 5, 6, 11, 14, 16); további gitár (3) - Darlene Tibbs – háttérénekes (2) - Matt Schaeffer – további gitár (3); hangmérnök (3, 6, 11–16) - Sam Barsh – billentyűk (4, 15) - Pedro Castro – klarinét (4) - Gabriel Noel – cselló (4), nagybőgő (11) - Paul Cartwright – hegedű (4, 11, 16) - Gregory Moore – gitár (5) - Kamasi Washington – tenorszaxofon (6); vonós hangszerelés - Adam Turchan – baritonszaxofon (6) - Jessica Vielmas – háttérénekes (6) - SZA – háttérénekes (6, 8) - Candace Wakefield – háttérénekes (7, 15) - Preston Harris – háttérénekes (8, 10, 14) - Lalah Hathaway – háttérénekes (9, 12, 13) - Dion Friley – háttérénekes (10, 15) - Talkbox Monte – háttérénekes (12) - JaVonté – háttérénekes (12, 14, 16) - Pete Rock – háttérénekes/scratch (12) - Ronald Bruner Jr. – dobok (13) - Wyann Vaughn – háttérénekes (14) - Keith Askey – gitár (15) - Kendall Lewis – dobok (15) - Chris Smith – basszusgitár (15) - William Sweat – háttérénekes (15) - Devon Downing – háttérénekes (15) - Edwin Orellana – háttérénekes (15) - Dave Free – háttérénekes (15) - Junius Bervine – billentyűk (16) - Ambrose Akinmusire – trombita (16) |

## Slágerlisták
| Slágerlista (2015–2016)                | Legmagasabb pozíció |
| -------------------------------------- | ------------------- |
| Ausztrál Albumok (ARIA)                | 1                   |
| Osztrák Albumok (Ö3 Austria)           | 15                  |
| Belga Albumok (Ultratop Flanders)      | 4                   |
| Belga Albumok (Ultratop Wallonia)      | 16                  |
| Kanadai Albumok (Billboard)            | 1                   |
| Dán Albumok (Hitlisten)                | 3                   |
| Holland Albumok (Album Top 100)        | 9                   |
| Finn Albumok (Suomen virallinen lista) | 14                  |
| Francia Albumok (SNEP)                 | 17                  |
| Német Albumok (Offizielle Top 100)     | 7                   |
| Magyar Albumlista (MAHASZ)             | 34                  |
| Ír Albumok (IRMA)                      | 6                   |
| Olasz Albumok (FIMI)                   | 32                  |
| Új-Zéland-i Albumok (RMNZ)             | 1                   |
| Norvég Albumok (VG-lista)              | 2                   |
| Portugál Albumok (AFP)                 | 21                  |
| Spanyol Albumok (PROMUSICAE)           | 91                  |
| Svéd Albumok (Sverigetopplistan)       | 10                  |
| Svájci Albumok (Schweizer Hitparade)   | 3                   |
| Skót Albumok (OCC)                     | 3                   |
| Tajvani Albumok (Five Music)           | 11                  |
| UK Albums (OCC)                        | 1                   |
| UK R&B Albumok (OCC)                   | 1                   |
| US Billboard 200                       | 1                   |
| US Top R&B/Hip-Hop Albums (Billboard)  | 1                   |
| US Top Rap Albums (Billboard)          | 1                   |
| US Top Tastemaker Albums (Billboard)   | 1                   |
| US Vinyl Albums (Billboard)            | 1                   |

| Év   | Slágerlista                           | Pozíció |
| ---- | ------------------------------------- | ------- |
| 2015 | Ausztrál Albumok (ARIA)               | 23      |
| 2015 | Belga Albumok (Ultratop Flanders)     | 40      |
| 2015 | Belga Albumok (Ultratop Wallonia)     | 173     |
| 2015 | Kanadai Albumok (Billboard)           | 23      |
| 2015 | Dán Albumok (Hitlisten)               | 52      |
| 2015 | Holland Albumok (Album Top 100)       | 84      |
| 2015 | Új-Zéland-i Albumok (RMNZ)            | 32      |
| 2015 | US Billboard 200                      | 16      |
| 2015 | US Digital Albums (Billboard)         | 8       |
| 2015 | US Top R&B/Hip-Hop Albums (Billboard) | 3       |
| 2015 | US Rap Albums (Billboard)             | 3       |
| 2016 | Ausztrál Albumok (ARIA)               | 65      |
| 2016 | US Billboard 200                      | 61      |
| 2016 | US Top R&B/Hip-Hop Albums (Billboard) | 13      |
| 2016 | US Rap Albums (Billboard)             | 8       |
| 2017 | Ausztrál Urban Albumok (ARIA)         | 29      |
| 2017 | US Billboard 200                      | 181     |

## Minősítések
| Régió                    | Minősítések | Példányszám |
| ------------------------ | ----------- | ----------- |
| Ausztrália (ARIA)        | Arany       | 35,000      |
| Dánia (IFPI Denmark)     | Platina     | 20,000      |
| Egyesült Királyság (BPI) | Arany       | 170,000     |
| Egyesült Államok (RIAA)  | Platina     | 1,050,000   |